# Raffaella Reggi
Raffaella Reggi (Frienza, Italia, 27 de noviembre de 1965) es una extenista italiana, que llegó a ser Top 15 en el ranking de la WTA. Ha ganado 5 torneos en individuales y 4 en dobles.

## Finales de Grand Slam

### Dobles mixtos: 1 (1 título)
| Resultado | Año  | Torneo  | Superficie | Pareja       | Oponentes                         | Puntaje  |
| Ganador   | 1986 | US Open | Dura       | Sergio Casal | Martina Navrátilová Peter Fleming | 6–4, 6–4 |

## Finales en el WTA Tour

### Singles: 11 (5–6)
| Torneo      |   |
| Grand Slam  | 0 |
| Torneos WTA | 0 |
| Tier I      | 0 |
| Tier II     | 0 |
| Tier III    | 0 |
| Tier IV     | 0 |
| Tier V      | 1 |
| VS          | 4 |
| Olimpíadas  | 0 |

| Resultado | N.º | Fecha                   | Torneo                                               | Superficie  | Oponente            | Puntaje          |
| Ganador   | 1.  | 3 de mayo de 1985       | Taranto, Italia (Abierto de Italia)                  | Arcilla     | Vicki Nelson        | 6–4, 6–4         |
| Finalista | 1.  | 13 de mayo de 1985      | Abierto de Barcelona, España                         | Arcilla     | Sandra Cecchini     | 6–3, 6–4         |
| Ganador   | 2.  | 25 de mayo de 1986      | Lugano, Suiza                                        | Arcilla     | Manuela Maleeva     | 5–7, 6–3, 7–6(6) |
| Ganador   | 3.  | 16 de noviembre de 1986 | San Juan, Puerto Rico                                | Dura        | Sabrina Goleš       | 7–6(4), 4–6, 6–3 |
| Finalista | 2.  | 5 de abril de 1987      | WTA South Carolina, Carolina del Sur, Estados Unidos | Arcilla     | Manuela Maleeva     | 5–7, 6–2, 6–3    |
| Ganador   | 4.  | 9 de agosto de 1987     | San Diego, California, Estados Unidos                | Dura        | Anne Minter         | 6–0, 6–4         |
| Finalista | 3.  | 18 de julio de 1988     | Brussels, Bélgica                                    | Arcilla     | Arantxa Sánchez     | 6–0, 7–5         |
| Finalista | 4.  | 25 de junio de 1989     | Eastbourne, Reino Unido                              | Pasto       | Martina Navratilova | 7–6(2), 6–2      |
| Finalista | 5.  | 5 de noviembre de 1989  | Indianápolis, Indiana, Estados Unidos                | Dura (I)    | Katerina Maleeva    | 6–4, 6–4         |
| Ganador   | 5.  | 6 de mayo de 1990       | Taranto, Italia (Ilva Trophy)                        | Arcilla     | Alexia Dechaume     | 3–6, 6–0, 6–2    |
| Finalista | 6.  | 10 de febrero de 1991   | Abierto de Oslo, Noruega                             | Carpeta (I) | Catarina Lindqvist  | 6–3, 6–0         |

### Dobles: 14 (4–10)
| Ítem        |   |
| Grand Slams | 0 |
| Torneos WTA | 0 |
| Tier I      | 0 |
| Tier II     | 0 |
| Tier III    | 0 |
| Tier IV     | 1 |
| Tier V      | 2 |
| VS          | 1 |
| Olimpíadas  | 0 |

| Resultado | N.º | Fecha                 | Torneo                                    | Superficie  | Compañero                 | Oponentes                           | Puntaje       |
| Ganador   | 1.  | 3 de mayo de 1985     | Taranto, Italia (Italian Open)            | Arcilla     | Sandra Cecchini           | Patrizia Murgo Barbara Romano       | 1–6, 6–4, 6–3 |
| Ganador   | 2.  | 3 de abril de 1988    | Tampa, Florida, Estados Unidos            | Arcilla     | Terry Phelps              | Cammy MacGregor Cynthia MacGregor   | 6–2, 6–4      |
| Finalista | 1.  | 18 de julio de 1988   | Bruselas, Bélgica                         | Arcilla     | Katerina Maleeva          | Mercedes Paz Tine Scheuer-Larsen    | 7–6(3), 6–1   |
| Finalista | 2.  | 16 de octubre de 1988 | Filderstadt, Alemania Occidental          | Carpeta (I) | Elna Reinach              | Iwona Kuczyńska Martina Navratilova | 6–1, 6–4      |
| Finalista | 3.  | 20 de agosto de 1989  | Albuquerque, Nuevo México, Estados Unidos | Dura        | Arantxa Sánchez Vicario   | Nicole Provis Elna Reinach          | 6–4, 4–6, 2–6 |
| Finalista | 4.  | 15 de octubre de 1989 | Filderstadt, Alemania Occidental          | Carpeta (I) | Elna Reinach              | Gigi Fernández Robin White          | 4–6, 6–7(2)   |
| Finalista | 5.  | 22 de octubre de 1989 | Bayonne, Francia                          | Dura (I)    | Elna Reinach              | Manon Bollegraf Catherine Tanvier   | 6–7(3), 5–7   |
| Finalista | 6.  | 5 de agosto de 1990   | Montreal, Canadá                          | Dura        | Helen Kelesi              | Betsy Nagelsen Gabriela Sabatini    | 6–3, 2–6, 2–6 |
| Finalista | 7.  | 10 de febrero de 1991 | Oslo, Noruega                             | Carpeta (I) | Sabine Appelmans          | Claudia Kohde-Kilsch Silke Meier    | 6–3, 3–6, 4–6 |
| Ganador   | 3.  | 17 de febrero de 1991 | Linz, Austria                             | Carpeta (I) | Manuela Maleeva-Fragniere | Petra Langrová Radka Zrubáková      | 6–4, 1–6, 6–3 |
| Finalista | 8.  | 6 de octubre de 1991  | Milán, Italia                             | Carpeta (I) | Sabine Appelmans          | Sandy Collins Lori McNeil           | 6–7(0), 3–6   |
| Ganador   | 4.  | 2 de febrero de 1992  | Auckland, Nueva Zelanda                   | Dura        | Rosalyn Fairbank-Nideffer | Jill Hetherington Kathy Rinaldi     | 1–6, 6–1, 7–5 |
| Finalista | 9.  | 16 de febrero de 1992 | Linz, Austria                             | Carpeta (I) | Claudia Porwik            | Monique Kiene Miriam Oremans        | 4–6, 2–6      |
| Finalista | 10. | 23 de febrero de 1992 | Cesena, Italia                            | Carpeta (I) | Sabine Appelmans          | Catherine Suire Catherine Tanvier   | w/o           |